# 国际佛教大学
国际佛教大学（英語：International Buddhist College，缩写IBC），简称国佛大，是泰國教育部直辖的一所世界性佛教私立大学。由汉传佛教僧人唯悟法师创办，本部位于泰国南部宋卡府，分校区位於泰国东北部呵叻府。

## 概论
国佛大由唯悟法师创办於泰国宋卡府沙道县康月镇（Khlong Ngae），後改名叫“义净佛学院”，拥有一栋行政大楼、一栋教学大楼、一间多元化礼堂、两栋新宿舍楼，以及一所藏书超两万本的图书馆。於2010年，在泰国东北部呵叻府北通猜縣北通猜镇（Pak Thong Chai）设分校区。国佛大设有南传佛学院、汉传佛学院、藏传佛学院，是个无宗派分别，多元化且全方位的现代佛教学术研究机构。
设四年制本科学士班，主要研学佛教思想、佛教史与佛教文化、梵文、巴利文语言及文学；2003年，泰国教育部承认其学术学位。2006年设二年制硕士研究生班，分汉语、英语讲授，硕士学位亦受泰国教育部承认。2007年设五年制博士研究生班。
其师资来自南亚、东南亚、东亚和欧洲等地，教师包括Kapila Abhayawansa、Krishna Ghosh Della Santina、Tilak Kariyawasam、Sajal Barua、Lozang Jamspal、Dhammanandhi、Peerapong Sittithep等。

## 註释
1. ↑  官方网站-简介-校徽
2. ↑  .   [2018-12-08]. （原始内容存档于2018-12-05）.
3. ↑  官方微博
4. ↑  .   [2018-12-08]. （原始内容存档于2018-12-09）.
5. ↑  .   [2018-12-08]. （原始内容存档于2018-12-09）.
6. 1 2  .   [2018-12-08]. （原始内容存档于2018-12-09）.
7. 1 2 3  .   [2018-12-08]. （原始内容存档于2018-12-09）.
8. ↑  .   [2018-12-08]. （原始内容存档于2018-12-09）.
9. ↑  .   [2018-12-08]. （原始内容存档于2018-12-09）.
10. ↑  .   [2018-12-08]. （原始内容存档于2018-12-09）.
11. ↑  官方网站-Kapila Abhayawansa教授
12. 1 2 3 4  .   [2018-12-08]. （原始内容存档于2018-12-05）.
13. 1 2  .   [2018-12-08]. （原始内容存档于2018-12-05）.